# Aulonocara jacobfreibergi
Aulonocara jacobfreibergi – gatunek słodkowodnej ryby z rodziny pielęgnicowatych (Cichlidae). Hodowana w akwariach.

## Występowanie
Gatunek endemiczny jeziora Malawi.

### Opis
Tworzą stada haremowe (jeden samiec i kilka samic). Samce osiągają długość do 15 cm, samice do 9 cm. Ryba terytorialna o umiarkowanej agresji.
Znanych jest kilka odmian barwnych.
Dymorfizm płciowy: Samce większe, jaskrawiej ubarwione.
| Zalecane warunki w akwarium | Zalecane warunki w akwarium |
| --------------------------- | --------------------------- |
| Zbiornik                    | co najmniej 120 cm          |
| Temperatura wody            | 24–27 °C                    |
| Twardość wody               | twarda 8–25°n               |
| Skala pH                    | 7,3–8,8                     |
| Pokarm                      | żywy, mrożony i suchy       |